# 아르카
알레한드라 게르시 로드리게스(스페인어: Alejandra Ghersi Rodríguez, 1989년 10월 14일 ~ )는 흔히 아르카(Arca)로 잘 알려진 베네수엘라의 음악 프로듀서, DJ, 싱어송라이터이다.
2018년 논바이너리 커밍아웃을 했다. 이후 신체적으로 성전환을 시작하면서 트랜스여성 정체성도 밝혔다.

## 음반 목록

### 정규 음반
- Xen (2014)
- Mutant (2015)
- Arca (2017)
- KiCK i (2020)

### 믹스테이프
- &&&&& (2013)
- Sheep (2015)
- Entrañas (2016)

### EP
- Baron Libre (2012)
- Stretch 1 (2012)
- Stretch 2 (2012)